# Góry (Łęg Starościński)
Góry – część wsi Łęg Starościński w Polsce, położona w województwie mazowieckim, w powiecie ostrołęckim, w gminie Lelis.
W latach 1975–1998 Góry administracyjnie należały do województwa ostrołęckiego.